# Hà Khả Cương
Hà Khả Cương (chữ Hán: 何可綱, ? – 1631), quê quán Liêu Đông, tướng lĩnh cuối thời Minh, nhậm chức Ninh Viễn đạo trung quân, là người liêm khiết dũng cảm, có tài lãnh đạo và chỉ huy, giỏi việc an định vỗ về binh sĩ. Ông vốn là bộ tướng của Viên Sùng Hoán, trong trận đánh Ninh Viễn nhờ bảo vệ thành công thành Ninh Viễn, được Viên Sùng Hoán tiến cử lên hoàng đế, ông cùng với Triệu Suất Giáo, Tổ Đại Thọ đều là tướng lĩnh chống Thanh nổi tiếng thời đó, đến mức đời sau xưng tụng là Liêu Đông tam kiệt. Thời Sùng Trinh, quân Thanh vượt qua Mông Cổ tiến vào cửa quan xâm phạm thủ đô Bắc Kinh của triều Minh, ông suất quân trước tiên đại chiến tại làng Cổ Dã và Song Vọng, sau đó tiến hành vây quanh vùng núi Song Vọng, rồi tiến lên thu phục Vĩnh Bình. Hà Khả Cương trong chiến dịch Đại Lăng Hà, cùng Tổ Đại Thọ bị quân Thanh vây khốn tại pháo đài Đại Lăng Hà, tuy đạn hết lương cạn nhưng vẫn không có ai chịu đầu hàng, sau cùng bị Tổ Đại Thọ sát hại trước mặt chư tướng Mãn Thanh để ra hàng.

## Tiểu sử
Năm Vạn Lịch thứ 44 (1616), Nỗ Nhĩ Cáp Xích tại Hách Đồ A Lạp xưng hãn, kiến lập Hậu Kim, khởi binh chống lại nhà Minh. Nỗ Nhĩ Cáp Xích đánh tan quân Minh trong trận Tát Nhĩ Hử rồi sau chiếm lĩnh Thẩm Dương, Liêu Dương, thế như chẻ tre, sức mạnh không gì cưỡng nổi. Quân đội nhà Minh dần dần tháo chạy, trốn vào bên trong Sơn Hải Quan, người đương thời xưng "quân Nữ Chân chưa đầy một vạn vẫn không địch nổi". Năm Thiên Khải thứ 6 (1626), Hoàng đế Hậu Kim Nỗ Nhĩ Cáp Xích thống lĩnh đại quân bao vây thành Ninh Viễn là tiền tiêu của Sơn Hải Quan, lúc đó Hà Khả Cương đang giúp đỡ Viên Sùng Hoán phòng bị thành Ninh Viễn. Bọn họ sử dụng đại pháo Hồng Di đánh bại quân Hậu Kim, Nỗ Nhĩ Cáp Xích quay về nước ít lâu sau thì mất, sử xưng Đại thắng Ninh Viễn. Hà Khả Cương do lập công nên được thăng quan làm Đô ty thiêm thự.
Năm Thiên Khải thứ 7 (1627), người kế vị Nỗ Nhĩ Cáp Xích, sáng lập nước Đại Thanh là Hoàng Thái Cực lại suất quân tấn công Ninh Viễn với Cẩm Châu, sử xưng trận Ninh Cẩm, Hà Khả Cương lại phòng bị thành công thành Ninh Viễn. Nhờ vậy sau khi trận đánh kết thúc được thăng làm Tham tướng, tạm nhận chức phó tướng Ninh Viễn, đột nhiên Viên Sùng Hoán bị triều đình bãi miễn chức vụ. Chu Do Kiểm lên nối ngôi vào năm 1627, tức Minh Tư Tông, sử gọi là Sùng Trinh đế. Tuần phủ Tất Tự Túc mệnh cho Hà Khả Cương chuyển sang nhậm chức Trung quân, cho đến khi Viên Sùng Hoán quay trở lại lần nữa, Hà Khả Cương còn đang đảm nhiệm Phó tướng lĩnh trung quân sự. Đương thời người dân Ninh Viễn thiếu bốn tháng tiền lương, bùng phát bạo loạn trong hàng ngũ mười ba doanh. Binh lính Tứ Xuyên với Hồ Quảng đã tiến hành náo động, đem Tuần phủ Tất Tự Túc, Tổng binh Chu Mai trói lại trên chòi cao ở trong thành. Binh bị phó sứ Quách Quảng phải đem hai vạn lượng bạc trong kho ra trả lương, lại vay mượn năm vạn lượng từ lái buôn trong thành, cuộc bạo loạn mới chấm dứt. Hà Khả Cương nhận lệnh Viên Sùng Hoán suất quân lính truy bắt bọn Trương Chính Triều, Trương Tư Thuận đem chém đầu, chém chết Trung quân Ngô Quốc Kỳ, trừng phạt Tham tướng Bành Trâm Cổ, bãi miễn bốn người bọn Đô ty Tả Lương Ngọc, dẹp yên vụ bạo loạn mười ba doanh.
Sau vụ bạo loạn mười ba doanh, Viên Sùng Hoán dự định sắp đặt lại bố cục chiến trường giao cho tướng lĩnh quản lý, bèn dâng kiến nghị lên Sùng Trinh đế chia làm hai bộ phận là Bình liêu tướng quân Nhất Phiến Thạch, chống giữ bên trong Sơn Hải Quan, và Chinh liêu tiền phong tướng quân Ninh Viễn, Cẩm Châu ở ngoài cửa quan. Trong bản kiến nghị của mình, Viên Sùng Hoán đề cử Hà Khả Cương chuyên phòng bị thành Ninh Viễn, lại còn tán dương ông: "là người hữu dũng, ngay thẳng mà chuyên cần, hết sức chu toàn công việc, tài năng của anh ta chẳng kém gì hạ thần. Nay thần dâng bản tấu này, kể rõ năng lực của Khả Cương". Viên Sùng Hoán lại nói rằng "ba người Triệu Suất Giáo, Tổ Đại Thọ cùng Hà Khả Cương đều là ba vị tướng lĩnh chống Thanh, bất kể thành công hay thất bại thì ba người bọn họ sẵn sàng sống chết bên nhau". Sau khi Sùng Trinh đế nghe theo kiến nghị của ông, để Hà Khả Cương trợ giúp Sùng Hoán đổi mới quân chế, trong năm đó đã tiết kiệm được hơn 120 vạn tiền trả lương cho quân đội, đủ thấy khả năng của Hà Khả Cương rất tốt. Về sau, Sùng Trinh đế nhận thấy Hà Khả Cương trải qua hai mùa xuân thu phòng thủ có công, mới thăng lên chức Hữu đô đốc.
Mùa đông năm Sùng Trinh thứ nhất (1628), Hoàng Thái Cực nhằm tránh né tòa thành kiên cố vùng Ninh Cẩm, đã cho quân đi vòng qua trường thành lén ra phía sau Hỷ Phong khẩu xâm phạm thủ đô Bắc Kinh của triều Minh, Hà Khả Cương và Tổ Đại Thọ tháp tùng Viên Sùng Hoán khẩn cấp điều quân tiến vào cửa quan bảo vệ kinh thành, lại thành công trong việc duy trì tình trạng giằng co với quân Thanh bên ngoài Tả An môn và Quảng Cừ môn thành Bắc Kinh. Sau sự kiến Kỷ Tị, Viên Sùng Hoán bị Sùng Trinh đế tước bỏ binh quyền giam vào trong ngục, Tổ Đại Thọ hết sức tức giận, Hà Khả Cương theo ông rời khỏi cửa quan lui về phía đông, Sùng Trinh đế lo lắng không yên, bèn ra lệnh cho Viên Sùng Hoán viết thư kêu gọi Hà Khả Cương và Tổ Đại Thọ quay trở về. Hai người bọn họ sau khi xuất quan mới nhận được tin báo, cả hai khóc nức nở rồi sau quay lại bảo vệ thủ đô một lần nữa.
Đầu năm Sùng Trinh thứ 2 (1629), Vĩnh Bình, Loan Châu quanh thành Bắc Kinh bị quân Thanh đánh chiếm, mục tiêu của Tổ Đại Thọ cùng Hà Khả Cương là giành lại khu vực Vĩnh Bình, Tuân Hóa nhằm cắt đứt đường về của quân Thanh, Hà Khả Cương suất quân đại chiến tại làng Cổ Dã cho đến Song Vọng, bắt chém không ít binh lính địch. Sau khi Viên Sùng Hoán chết, Tôn Thừa Tông thay thế ông làm Tổng đốc Kế Liêu. Tháng 4, Tôn Thừa Tông lệnh cho Hà Khả Cương điều động quân doanh vùng núi Song Vọng, liên kết với đạo quân Vĩnh Bình. Triều đình ban chiếu lệnh cho Tổ Đại Thọ dẫn quân tiến thẳng đến Loan Châu. Sau khi thu hồi Loan Châu, Hoàng Thái Cực lo sợ đường về bị cắt đứt, liền buông bỏ Vĩnh Bình mà cao chạy xa bay, Hà Khả Cương điều quân lấy lại được Vĩnh Bình thành công. Sau khi đánh bại quân Thanh, Sùng Trinh đế gia phong Hà Khả Cương hàm Thái tử thái bảo, Tả đô đốc.
Từ sau khi Viên Sùng Hoán mất, Hà Khả Cương giúp đỡ Tổ Đại Thọ phòng ngự các vùng Cẩm Châu, Ninh Viễn, Đại Lăng Hà. Bỗng dưng quân sĩ cấp báo Hoàng Thái Cực lại thống lĩnh quân Thanh bao vây Cẩm Châu, Hà Khả Cương suất lĩnh chư tướng cứu viện, đánh bại quân Thanh tại núi Bưu Mã. Sau khi Tôn Thừa Tông tuần thị Liêu Đông, bèn dâng kiến nghị lên Sùng Trinh đế xây dựng thành thành Đại Lăng Hà tại vùng phụ cận Cẩm Châu, lấy việc mở rộng địa bàn Đại Lăng Hà nhằm củng cố Cẩm Châu. Năm Sùng Trinh thứ 3 (1630), Hà Khả Cương ra sức giúp Tổ Đại Thọ xây thành Đại Lăng Hà. Tòa thành vừa xây xong vào tháng 8, đột nhiên Hoàng Thái Cực thống lĩnh quân Thanh hơn hai vạn người kéo tới bao vây pháo đài Đại Lăng Hà, với ý đồ vây khốn Tổ Đại Thọ, Hà Khả Cương vẫn điều động binh sĩ kiên trì phòng thủ pháo đài Đại Lăng Hà, khiến quân Thanh đánh mãi không sao hạ nổi. Tôn Nguyên Hóa sau khi biết tin pháo đài Đại Lăng Hà đang bị bao vây, vội ra lệnh Khổng Hữu Đức kéo quân tới cứu nguy, thế nhưng Khổng Hữu Đức trên đường cứu viện bỗng dưng phát động cuộc binh biến Ngô Kiều, chuyển hướng quay về tấn công Sơn Đông, vây hãm thành Đăng Châu; Tôn Thừa Tông lại phái hai tướng Tống Vỹ, Ngô Tương tới cứu viện Tổ Đại Thọ, hai người này sớm xảy ra bất hòa, trên sườn núi bị quân Thanh đánh tan tác. Cuối cùng, trong hành động tăng viện lần thứ tư Giám quân Trương Xuân đã dùng đại pháo Hồng di bắn phá quân Thanh, Ngô Tương lấy cớ quân Thanh lấy đại pháo Hồng di bắn lại, trên thực tế là kẻ bỏ trốn đầu tiên, khiến đạo quân Trương Xuân đại bại bị bắt làm tù binh. Sau đó, Tổ Đại Thọ chỉ huy đại quân đột phá vòng vây lần thứ tư tổn thất hơn hai vạn người.
Năm Sùng Trinh thứ 4 (1631), pháo đài Đại Lăng Hà sau một thời gian dài cầm cự thì lượng thực đã cạn và không còn viện binh nào tới nữa, Tổ Đại Thọ tuyệt vọng tính kế đầu hàng, chỉ có Hà Khả Cương giữ vững ý định không bao giờ đầu hàng Mãn Thanh. Sau cùng, Tổ Đại Thọ sai người bắt trói ông lại, đem giết trước mặt chư tướng Mãn Thanh. Khả Cương trước khi chết mặt không hề biến sắc, không nói một lời, chỉ cười trừ rồi cam tâm chịu chết, thi thể của ông bị những người dân đói trong thành cắt thành từng mảnh làm thức ăn. Sự việc này về sau được Tổ Đại Thọ giả báo lên triều đình: "Khả Cương nhằm vỗ về tướng sĩ, đã hiến thân xác làm thức ăn". Mãi sau này vụ việc mới được làm sáng tỏ, triều đình nhà Minh kịp thời phát hiện ra sự thật đằng sau đó, Tuần án Trực Lệ Vương Đạo Trực dâng thư nói: "trong chiến dịch Đại Lăng Hà, chỉ có phó tổng binh Hà Khả Cương kiên quyết không đầu hàng, nhận lấy cái chết không toàn thây. Chính khí của ông vạn người không thể sánh nổi mà lòng trung soi sáng thiên cổ." hoàn chỉnh tờ biểu tấu nhằm làm sáng tỏ nguyên nhân cái chết của Hà Khả Cương.